# Eros (album)
Eros est un album de musique de Eros Ramazzotti sorti en 1997.
L’album s’est vendu à plus de 7 millions d’exemplaires, atteignant la première place en Norvège pendant 5 semaines, en Italie pendant 4 semaines, en Allemagne (où il reste dans les charts pendant 79 semaines) et en Suisse pendant 3 semaines, et aux Pays-Bas pendant 2 semaines et la troisième place en France (où il reste dans les charts pendant 78 semaines).

## Titres
| No  | Titre                                                           | Durée |
| --- | --------------------------------------------------------------- | ----- |
| 1.  | Terra promessa                                                  |       |
| 2.  | Una storia importante                                           |       |
| 3.  | Adesso tu                                                       |       |
| 4.  | Ma che bello questo amore                                       |       |
| 5.  | Musica e' (avec Andrea Bocelli)                                 |       |
| 6.  | Occhi di speranza                                               |       |
| 7.  | Più bella cosa                                                  |       |
| 8.  | Memorie                                                         |       |
| 9.  | Cose della vita / Can't stop thinking of you (avec Tina Turner) |       |
| 10. | L'Aurora                                                        |       |
| 11. | Ancora un minuto di sole                                        |       |
| 12. | Se bastasse una canzone                                         |       |
| 13. | Stella gemella                                                  |       |
| 14. | Un'altra te                                                     |       |
| 15. | Favola                                                          |       |
| 16. | Quanto amore sei                                                |       |